# Verklista för Otto Olsson
En lista över verk komponerade av Otto Olsson.

## Orkesterverk
- Symfoni i g-moll opus 11 (1901-1902), uppförd 1979
- Suite i a-moll för liten orkester opus 12 (1902)
- Introduktion och scherzo för piano och orkester i a-moll opus 19 (1905) uppförd 1987
- Konsertstycke i B-dur (1907—1911) ofullbordad
- Konsert för orgel och orkester i g-moll (1908) ofullbordad
- Festspel öfver Bell-mansmelodier (1911) uppförd 1911
- 3 elegiska danser för liten orkester [arrangemang av nr 1, 4 och 5 ur opus 34 för piano] uppförd 1926
- Marche funébre för orgel opus 21:2 (1914?) arrangemang för orkester
- Orkesterstycke i D-dur (ca 1935) ofullbordad
- Tre etyder för orgel [op 45] arrangemang för stråkorkester av Tor Mann (1935) uppförd 1935

## Orkesterverk med kör
- Musik till sagospelet Arabialand (A M Roos), för solister, kör och orkester (1901) endast 6 nr fullbordade, härur Visan om tre lustiga riddare för sång och piano 1904
- Requiem för solister, kör och orkester opus 13 (1901-1903) uppförd 1976
- Te Deum för kör, orgel, stråkar och harpa opus 25 (1905-1906), klaverutdrag 1912, 1948, 1964. omarbetad för kör och stor orkester (1929) 1929, körpartitur 1933
- Skisser till Laudate Dominum för kör och orkester (1911) och Preludium, koral och fuga för kör och orkester (1911 —12)
- De gloria paradisi, oratorium för sopransolo & tenorsolo, kör och orkester (1918) ofullbordad

## Sånger
- Kärlekens stjärna (H Heine, 1900)
- Kung Erik (1903) förkommen
- Visan om tre lustiga riddare (Roos) 1904
- I natten (S Johansson, 1901)
- Den tysta elden (M Lybeck, 1903)
- Tantum ergo för 1 röst med violin och orgel [op 23:1] (1906) 1906
- Andliga sånger op. 35 (1908) 1909
  - Ej med klagan
  - Nu tystne de klagande ljuden
  - Min högtidsdag går in
  - Radens ej
- I natten (V Rydberg, 1908)
- 3 psalmer av David [op 41] (1908), 1910, 1934, 1957
  - Herre straffa mig icke
  - Hjärteligen kär
  - Såsom hjorten längtar
- Ave Maria för 1 röst med violin och orgel [op 23:2] (1909) 1910, [1970?]
- Vaggvisa: Sof, sof barnet mitt (ca 1910?)
- Serenad (E W Ruda, 1911)
- Hur i min själ jag glöder (B E Malmström, 1912)
- Sånger o visor (arr av manskvartetter) (1915) 
  - Och linden blommar
  - Jan Hinnerk
  - Dalvisa
  - Septemberafton
- Det strålar i Betlehems nejd ett sken (1917?) 1918
- Vår skara växer (J Saxon, 1917?) 1918 (?)
- Glöm aldrig mor! (M Olofsson, 1917?) 1919(?).
- Härlig är helgedomen (A Lund, 1931) 1932.
- Himlen blå (Rydberg, 1934)
- Vaggvisa (L Rickson, 1935) bearbetad av pianostycke från 1898
- Tre bröllopssånger op 57 (1942) 1948
  - Himmelske fader
  - Välsigna o Gud
  - Vi önska nu

## Kammarmusik
- Pianokvintett i A-dur opus 1 (1899) uppförd 1901
- Svit för klarinett och piano (1902)
- Allegretto B-dur för klarinett och piano (102?)[förtydliga]
- Pianokvartett a-moll (s å) sista satsen ofullbordad
- [Andante och elegie] för violin och orgel (1905) elegien ofullbordad
- Romans för violin och orgel op. 24 (1910) Wien 1988
- Marche funébre för orgel, arrangerad för stråkkvintett (1914?)
- Gratulation för violoncell och piano (1937)

### Piano och violin
- Violin-sonat nr 1 D-dur op. 4 (1899)
- Violinsonat nr 2 d-moll op. 22 (1905) uppförd i Berlin 1910
- Introduction och allegro för violin och piano Ess-dur (1907) ofullbordad
- Serenata F-dur för violin och piano (1904)
- 3 lyriska stycken för violin och piano opus 7 (1899—1902)
  - Berceuse
  - Fantasistycke
  - Cantilena
- Fugerad fantasi för violin och piano (1898)
- Suite i F för piano och violin (1898)

### Stråkkvartetter
- Stråkkvartett nr 1 G-dur op. 10 (1901)
- Stråkkvartett nr 2 G-dur op 27 (1906-07) 1912, uppf 1914
- Stråkkvartett nr 3 a-moll op 58 (1945-48) 1979
- Stråkkvartett B-dur (1902 — 03)
- Stråkkvartett g-moll (1899)
- Menuett D-dur för stråkkvartett (1899), även arrangerad för piano
- Stråkkvartettsats i F-dur (1900?) uppförd 13 dec 1900

## Pianoverk
- Fantasi Ass-dur (1896)
- 3 fantasibitar (1896)
- Vals h-moll (1896)
- Två små etyder [c-moll, ciss-moll] (1897)
- Aqvarell G-dur (1897)
- 4 småstycken [Vår, Sommar, Höststämning, Vinter] (1897)
- Fantasi C-dur (1897)
- Fantasi D-dur (1897)
- Elegie e-moll [op 8:5] (1897)
- Fuga C-dur (1897?)
- Preludium och fuga c-moll (1897?)
- Fantasi G-dur [över Stagnelius Näcken] (1898)
- Gavotte c-moll (1898)
- 2 valser [a-moll, B-dur] (1898)
- 6 pastoreller (1898)
  - I dalen
  - Qvarnen vid bäcken
  - På berget
  - Söndagsmorgon
  - Vid dansplanen
  - I solnedgången
- Fire Klaverstykker [op 2] (1898-1902) 
  - Prélude
  - Impromptu
  - Serenad
  - Canon (1902)
- Lied ohne Worte H-dur (1898)
- Slummersång Ass-dur (1898)
- Vidjuletid, 5 stämningsstycken op. 3 [h 1] (1898 — 1902) 1902
- 3 preludier o fugor op. 6[A] (1898-1901) 
  - B-dur
  - c-moll
  - giss-moll
- Preludium och Toccata i e-moll (1899)
- M. H., ett flickporträtt (1899)
- Albumblad e-moll [op 8:6] (1899)
- Andante G-dur (1899)
- Allegretto c-moll (1899)
- Andante D-dur (1899)
- Folkvisa g-moll (1899)
- [Pianostycke] A-dur (1899)
- [D:o] d-moll (1899)
- Scherzo A-dur (1899)
- Andante H-dur (1899)
- [Pianostycke] G-dur (1900)
- Fughetta c-moll (1900)
- Chanson slave [ousp 8:4] (1900)
- Allegretto F-dur (1901)
- Lied ohne Worte G-dur (1901)
- Allegretto amoroso i G-dur (1902)
- Andante con moto i F#-dur (1902)
- Fuga i a-moll (1902)
- Canzonetta [opus 8:2] (1902)
- Tempo di valse i g-moll (1902)
- Soluppgång i D-dur (1902)
- Barcarolle [opus 8:1] (1902)
- Chariwari--serenade i G-dur (1902)
- Moderato B-dur (1903)
- [Pianostycke] B-dur (1903)
- [D:o] A-dur (1903)
- Allegro scherzando i G-dur (1903)
- [Pianostycke] i g-moll (1903)
- Pastorale i G-dur [op 8:3] (1903) i Akvareller, 6 pianostycken [op 8] (1897-1903) 
  - Barcarolle
  - Canzonetta
  - Pastorale
  - Chanson slave
  - Elegie
  - Albumblatt, 1903
- 3 pianostycken op 18[B] (1903-04) 
  - Marin
  - Sommarafton
  - Sorgeklockor
- Allegretto i F#-dur (1904)
- Sonat i d-moll (1902-04) förkommen
- Preludium och fuga i d-moll (1905)
- Andantino i Db-dur (1905)
- 6 Scherzi opus 9 (1901-05)
- Vidjuletid, h 2 (1907)
- Andante con moto E-dur (1908)
- Elegiska danser, 7 piano-stycken opus 34 (1905-08) 1910(?), nr 1, 4 o 5 även arrangerade för orkester; Ur Skizzboken [op 43] (1905-09) 
  - Entrata
  - Fughetta
  - Siciliano
  - Capriccietto
  - Intermezzo
  - Va-riazioni
  - Arietta
  - Resignation, 1921 (?)
- Gondoli-era (1909), ursprungligen i opus 34 som nr 8
- Albumblad i D-dur (1911)
- Kanon i G-dur (1914?) i K Wohlfarts pianoskola 1914
- Gratulation, vals för piano (1935)

### Flerhändigt
- Förlofningslåt för piano 4 händer (1913), även arrangerad för piano 2 händer

## Orgelverk

### Sviter
- Svit nr 1 [g-moll] (1897)
- Svit nr 2 (1898)
- Svit nr 3 d-moll (1898)
- Svit nr 4 c-moll (1898)
- Suite G-dur opus 20 (1904) London 1931

### Övriga verk
- Adagio i f-moll (1895)
- Sonatin i D-dur (1897)
- Andante i E-dur (1898)
- Aftonstämning i G-dur (1898)
- Preludium i F-dur (1898)
- Fantasi öfver Choral no. 225 (1898) 1983
- härur Vandringen till Emaus
- Sonata Pastorale (1898) ofullbordad
- Choral [b-moll] (1898)
- Allegretto i a-moll (1898)
- Sonat i e-moll (1900) endast 1 sats fullbordad
- Adagio ur Symfoni för orkester opus 11, arrangerad för orgel (1902)
- Symfoni nr 1 i Ess-dur opus 15 (1902) uppförd 1905
- Adagio Dess-dur [opus 14:1] (1903) 1903, 1978
- Meditation e-moll [opus 14:2] (1905) 1907
- Marche solennelle opus 17:1 (1906)
- Fünf Pedalstudien opus 26 (1906?) Leipzig 1907, Sthlm 1981
- Cantilena [E-durop 17:2] (så) i Från tonernas värld, Musiktidningens julnr 1914, o 1975
- Pastorale [d-moll] opus 17:3 (1908)
- Tolv orgelstycken över koralmotiv op 36 (1908) 1936, nr 2, 3, 4, 5 och 8 även sep New York [1940-t]
- Fantasi och fuga över koralen "Vi love dig" op 29 (1909), 1910(?), 1936, 1964
- Sonat E-dur opus 38 (1909-10) London 1924, Sthlm 1977
- Funf Ca-nons opus 18[A] (1903-10) Leipzig 1910, Sthlm 1981
- Preludium och fuga nr 1 ciss-moll opus 39 (1910?) 1911, [1970?]
- Ten Variations on ... "Ave Maris Stella" opus 42 (1910?) London 1913, Sthlm 1976
- Gregorianska melodier [h 1] opus 30 (1910); Crcator alme siderum, Angelus autem Domini, O quot undis lacrimarum, Veni Creator spiritus, Vexilla Regis prodeunt, Salve Regina, 1911, 1930
- Tre etyder [op 45] (1910?), London 1911 — 12, Sthlm 1976
  - Fantasia cromatica
  - Sestetto
  - Berceuse
- Five trios... opus 44 (1911?) London 1931, nr 3 i saml där 1914
- Six pieces on old church songs [Gregorianska melodier, h 2] op 47 (1912?), London 1931, nr 6 även i samling där 1913 
  - Alma Redemptoris mäter
  - Iste confessor
  - Haec dies
  - Credo
  - O sacrum convivium
  - Magnificat
- Bröllopsmarsch [B-dur] (1913?)
- Variations sur un choral (för orgel eller harmonium) [opus 48] (1913?) i Les maitrcs contemporains de 1'orgue, Paris 1914
- Orgelstycken opus 21 (1914?): Entrée, Marche funébre [även arrangemang för orkester respektive stråkkvintett] och [Miniatyr] C-dur, nr 1 & 2 i Organistens favoritalbum utg av N E Anjou 1916
- Miniatyrer [opus 5] (1896-1915?) 1916, 1935
- Preludium och fuga nr 2 fiss-moll opus 52 (1918) 1921, [1970?]
- Credo symphoniacum, symfoni nr 2 f orgel opus 50 (1918) 1927;
- Preludium och fuga nr 3 diss-moll opus 56 (1935?) 1940, [1972?] och i Musica organi bd 3, 1957
- Bröllops-preludium [G-dur] (1936)
- Fantasi (över Benna Moes Ave Maria) [E-dur] (1941);
- Choral (Preludium) och fuga över "Salve, salve Regina" [giss-moll] (ca 1952), ofullbordad

### Preludium
- 5 preludier till koraler i norska psalmboken (1916?) i Organistens preludiealbum 1918
- 48 Lätta koralpreludier (för orgel eller harmonium) [opus 51] (1915?) 1915(?)
- 12 preludier i kyrkotonarterna (1918?) i Modulationer och preludier till gudstjänstligt bruk 1919
- Preludium till koralen 198 och Postludium till juldagen (1927) i Tidskrift för kyrkomusik och svenskt gudstjänstliv 1927
- Preludium till koralen 305 "Välsigna gode Gud, vår konung o vårt land" (ca 1930)
- 3 preludier i kyrkotonarter (1915?)

## Orgelharmonium
- 3 stycken för orgelharmonium (1905) troligen: Preambula, Canon, Capriccio
- Suite för harmonium [op 16] (1908) 1909(?)

## Kantater
- Kantat vid kyrkoherdeinstallation för solister, blandad kör och orgel opus 31 (1907/1938) 1938
- Kantat vid kyrkoinvigning Engelbrektskyrkan i Stockholm för solister, blandad kör och orgel opus 46 (1913) 1938
- Kantat sjungen vid logen nr 41 Thomas Wildey's instituering i Stockholm 15 april 1909 för solister, manskör och piano [opus 49:1] (1909) 1909
- Kantat vid Odd Fellow-ordens 100-årshögtid 26 april 1919 för solister, manskör, piano, orgel och obligat violin [opus 49:2] (1918) 1919
- Kantat vid invigningen av Odd Fellows nya lokaler i Stockholm 21 okt 1926 (1926)
- Kantat vid Maria Magdalena församlings 600-årsjubileum för solister, gosskör, blandad kör, violin och orgel opus 59 (1947), härur Påskdagsmorgon, 1948;
- Kör till kyrkoherdeinstallation 1948
- Inför den eviges ansikte för blandad kör och orgel opus 60 (1948)

## Körverk
- Påskhymn (1904)
- Påsksång (med orgel, 1905)
- Pingstsång (med orgel, 1905)
- 6 körer a cappella opus 32 (1909), 1910: 
  - Trettondedagssång
  - Långfredagssång
  - Kristi himmelfärdsdag
  - Pingstsång (O du helge Ande)
  - Vid nattvardsgång
  - Lovsång
- Fädernas kyrka o Med Jesus fram ... (1912?), i Ungdomens sångbok 1913
- I denna ljuva sommartid, Helige ande o du himlens duva, O vakna värld, Sion din konung Du konung som tronar Vår fader i höjden, Välsignad Gud När skall den tallösa hedningaskaran, Tag vår hyllning (1912?) i Hymnarium 1913
- Fladdra fana (1913?), i Godtemplarordens sångbok 1913
- 3 arrangemang av manskvartetter (1913) 
  - Septemberafton
  - Bundna toner
  - Höstkväll
- Sköna tempel Herrens boning, Jorden oss alla skall en gång församla, Se gravens tysta skumma famn, Huru ljuvliga äro icke dina boningar, Jesu du som barnen alla, O Jesu värdes mig ledsaga, Utur djupen ropar jag till dig (1913?) i Förslag till hymnarium för sv kyrkan 1914
- [7] Advents- o julsånger f bl kör och orgel opus 33 
  - Advent (Sions dotter lyft din panna, 1916?)
  - Julsång (Lovsjungen Herrens nåd o makt, 1908)
  - Gammal julvisa (Guds son är född, 1911?)
  - Davids 121 psalm (Jag lyfter mina ögon, 1915)
  - Nyårspsalm (O Gud som åter tänder, 1916?)
  - Det brinner en stjärna --- (1916?)
  - Jungfru Marias lovsång (Min själ prisar storligen, 1916?), 1917, 1931, 1952, 1959, 1 o 4: 1931, 1 -6 och 7: 1980, 1 och 3 med engelsk text, Rock Island, 111 [1927]
- Vid Lutherfest (1917?) 1917
- Säll den som livad än ödet skickar (1917), De skördar som åkrarna bära, Förtröttas ej, Kärlek av höjden, Likt vårdagssol, Jesus har kommit, O Jesu tag bort all vrede, Fader som i evigt ljus (1918?) i Kyrklig sång 1918
- 6 latinska hymner opus 40 (1912 -13?): 1919, 1954, Ft. Lauderdale, Florida, USA, ca 1979; Davids 100:de psalm (1922) u o o å, [1922]; Hälsning (1923?) i Folkkörboken 1923 
  - Psalmus CXIX
  - Canticum Simeonis
  - Psalmus CX
  - Jesus dulcis memo-ria
  - Ave maris Stella
  - Rex gloriose martyrum,
- En dunkel örtagård (1928?) i Kyrklig sång, 2. upplagan 1928
- Tre latinska körsånger opus 55: alla september 1981 - 82 
  - Jesu corona celsior (1927)
  - Auctor beata saeculi (1936?)
  - Aeterne Rex altissime (1936?)
- Krist är uppstånden (1932?)
- Troshymn (1933?) i Laudamus 1934
- Kväll i skogen (1949) i Vårsång 1949, 1973

### Arrangemang
- Han är uppstånden (melodi J G Ebeling 1905) i Hymnarium 1913, även med annan text: Den gyllne solen
- 9 gammalkyrkliga melodier i körsättning (arr 1918?) alla som lösblad [1918 — 24?] 
  - En öppen grav (mel 1739)
  - Gud vår gud för världen all (G Josephs),
  - Gud är vår starkhet (J Brand)
  - Helga natt jag hälsar dig (J W Franck)
  - Jesus Kristus är vår hälsa (medeltida mel)
  - Kom o Jesu väck mitt sinne (mel 1614)
  - Nu kommen är vår påskafröjd (1608)
  - Sig fröjde nu var kristen man (1611)
  - Till digo milde Jesu Krist (1787)
- Säg mig den vägen (gammal melodi från Dalarna) o I hoppet sig min främsta själ (tysk folkmelodi från 1600-t) (arrangemang 1939) i Sången 1939

### Damkör
- Pingstsång (Hos Gud finns inga hinder, melodi av M Haydn arrangemang för damkor 1905?)
- Vi samlas här till ädel strid (1914?) i Vita bandets sångbok 1915
- De tempore vernale op. 54 (1935): In vernale tempore, Tempus adest floridium, 1947

### Manskör
- Bland sångarbröder (1905) Sällskapet för sv kvartettsångens befrämjande (SSKB) samma år, även arrangemang för blandad kör
- Septemberafton (1905) d:o
- Visa (1905) d:o
- Drömmar (1905) d:o
- Bundna toner (1906?) d:o, även arrangemang för blandad kör
- Aftonsol (1906) i Från tonernas värld ... 1914
- Solsång (1906?)
- Jan Hinnerk (1906) 1915
- Goternas sång (1906) SSKB samma år
- Storm o lugn (1906?) d:o
- Två fjärilar (1906)
- Krönikan (ca 1907)
- Blomman (ca 1907)
- Höstkväll (1908) SSKB samma år, även arrangemang för blandad kör; Tomten (1908) d:o 1911
- Domaredansen (1908?) 1913
- Fyra folkvisor (1908) 
  - Gammal dryckesvisa, Sångartidn 1956, Vaggvisa, båda SSKB 1964, Dalvisa, 1915, Orsa polska
- Fjärran på enslig stig (1909?) 1910(?)
- Vallarelåt (1910) 1913
- Hvit vilar snön (1910?) 1913
- Jungfrun i det gröna (1911?) SSKB samma år
- Svenska sången [Nordiska sången] (1911) d:o 1913
- Mårten Holk (1911?) 1915, Mälardrottningen (1913?) samma år
- Celadons kla-govisa (1922?) SSKB samma år; Stilla mitt hjärta (1922?) d:o
- Cortége nocturne (1923?) d:o; Fågelkvitter (ca 1924?); Svensk bön (1925?) SSKB samma år
- Stjärnor som glimma (1925?) o Vårstorm (1925?) i Sångar-förbundet d 2, 1926
- Sång vid Stockholmsutställningens öppnande 1930 op 53 (1930)
- En sångar-dag (1953)